# Tora Wall
Tora Gudrun Wall, född 25 februari 1974, är en svensk folklorist och berättare. 
Wall, som avlagt filosofie magisterexamen vid Göteborgs universitet, är sedan 2005 anställd vid Nordiska museet i Stockholm. Hon är doktorand i folkloristik vid Åbo Akademi, och är även aktiv som folkbildare i TV och radio där hon bland annat berättar om folktro och traditioner.
Hennes bok Skogen. I folktro, sägner och sagor nominerades till Augustpriset i fackboksklassen 2024.